# Music from Regions Beyond
Music from Regions Beyond è il quarto album in studio del gruppo musicale statunitense Tiger Army, pubblicato nel 2007.

## Tracce
1. Prelude: Signal Return – 1:06
2. Hotprowl – 2:32
3. Afterworld – 3:15
4. Forever Fades Away – 4:51
5. Ghosts of Memory – 3:22
6. LunaTone – 3:02
7. Pain – 3:37
8. As the Cold Rain Falls – 4:08
9. Hechizo de Amor – 4:12
10. Spring Forward – 3:07
11. Where the Moss Slowly Grows – 3:36